# قدآب
قدآب (به خط تاجیکی: ҷамоати деҳоти Қадиоб) جماعت دهات و روستایی در کشور تاجیکستان است که در ناحیهٔ راغون ناحیه‌های تابع جمهوری قرار دارد. جمعیت این جماعت ۹۰۱۱ است.

## لیست دهات تابعه
- بادامک (Бодомак)
- پارو (Пору)
- جوانی (Ҷавонӣ)
- چارمغز (Чормағз)
- چشمه کولّا (Чашмаи Кулло)
- چوره‌قل (Чурақул)
- خوب‌دره (Хубдара)
- دره سیب‌ها (Дараи Себҳо)
- سنگ‌آبه (Сангоба)
- شهیدان (Шаҳидон)
- غافل‌آباد (Ғофилобод)
- فرخ (Фаррух)
- قد آب (Қади Об)
- قلعه نو (Қалъаи Нав)
- گل سرخ (Гули Сурх)
- نوآباد (Навобод)
- یانخش (Ёнахш)